# Tätt vid korset
Tätt vid korset är en psalm som handlar om tryggheten vid Jesu kors, skriven 1869 av Fanny Crosby och översatt till svenska 1876 av Erik Nyström.
Melodin (F-dur, 6/8) är skriven 1876 av William Howard Doane.

## Publicerad som
- Nr 493 i Sionstoner 1935 under rubriken "Nådens ordning: Trosliv och helgelse".
- Nr 565 i Lova Herren 1987 under rubriken "Guds barn i bön och efterföljelse".
- Segertoner 1988 som nr 607 under rubriken "Efterföljd – helgelse".[1]
- Psalm 392 i Den finlandssvenska psalmboken 1986